# ビクトリア州上院
ビクトリア州上院（ビクトリアしゅうじょういん、Victorian Legislative Council）は、オーストラリアのビクトリア州議会を下院と共に構成する二院の一つ。メルボルン、スプリング・ストリートの議事堂で開かれる。

## 選挙区
- Eastern Victoria Region (東部ビクトリア州)
- North-Eastern Metropolitan Region (北東部メトロポリタン)
- Northern Metropolitan Region (北部メトロポリタン）
- Northern Victoria Region (北部ビクトリア州)
- South-Eastern Metropolitan Region (南東部メトロポリタン)
- Southern Metropolitan Region (南部メトロポリタン)
- Western Metropolitan Region (西部メトロポリタン)
- Western Victoria Region (西部ビクトリア州)